# Nokere Koerse
Nokere Koerse (nederländska, ungefär, "Nokere-rutten"), 2013-2016 kallat Nokere Koerse - Danilith Classic och från 2017 Danilith - Nokere Koerse, är en årlig belgisk endags "halvklassisk" cykeltävling i Östflandern som sedan 2020 ingår i UCI ProSeries (innan dess, från 2005, i UCI Europe Tour - fram till och med 2015 klassificerat som 1.1, därefter som 1.HC). Loppet körs på en onsdag under perioden 13-21 mars i slingor genom det småbackiga landskapet kring orten Nokere (strax öster om Waregem) i kommunen Kruisem och har mål på toppen av Nokereberg, en av loppets "svåraste" stigningar (420 meter med 4,7%). Flera sträckor består av gatsten. Starten har legat i olika orter under åren, dock vanligtvis i Nokere, men sedan 2016 har den legat i Deinze. De allra första åren kallades loppet Grand Prix Jules Lowie efter den belgiske cyklisten Jules Lowie som föddes i Nokere 1913 och vann Paris-Nice 1938.
Loppet har huvudsakligen varit en ren uppgörelse mellan belgare och ibland någon nederländare - det har hittills (2024) endast vunnits fem gånger av åkare från andra nationer än dessa två. Den hittills (2019) enda nordiska podieplaceringen är svenske Magnus Bäckstedts andraplats 2003. Ett skäl till detta är att loppet går vid samma tid som mer prestigefyllda lopp i Italien som Milano-Sanremo och, på senare tid, Strade Bianche.
Tävlingen ställdes in 2013 på grund av att ett kraftigt snöfall natten innan gjort vägarna ofarbara.
2019 kördes för första gången även ett lopp för damer. Det första loppet klassificeades som 1.1 av UCI och vanns av nederländska Lorena Wiebes.

## Segrare

### Herrar
2025  Nils Eekhoff
2024  Tim Merlier
2023  Tim Merlier
2022  Tim Merlier
2021  Ludovic Robeet
2020 Inställt
2019  Cees Bol
2018  Fabio Jakobsen
2017  Nacer Bouhanni
2016  Timothy Dupont
2015  Kris Boeckmans
2014  Kenny Dehaes
2013 Inställt
2012  Francesco Chicchi
2011  Gert Steegmans
2010  Jens Keukeleire
2009  Graeme Brown
2008  Wouter Weylandt
2007  Léon van Bon
2006  Bert Roesems
2005  Steven de Jongh
2004  Max van Heeswijk
2003  Matthé Pronk
2002  Aurélien Clerc
2001  Michel Vanhaecke
2000  Hendrik Van Dijck
1999  Jeroen Blijlevens
1998  Scott Sunderland
1997  Hendrik Van Dijck
1996  Hendrik Van Dijck
1995  Jo Planckaert
1994  Peter De Clercq
1993  Michel Cornelisse
1992  Johan Capiot
1991  Koen Van Rooy
1990  Herman Frison
1989  Rik Van Slycke
1988  Patrick Versluys
1987  Etienne De Wilde
1986  Luc Colijn
1985  Diederik Foubert
1984  Jan Bogaert
1983  Walter Schoonjans
1982  William Tackaert
1981  Gerrie Knetemann
1980  Jos Van De Poel
1979  Hendrik Devos
1978  Gustaaf Van Roosbroeck
1977  Frans Van Looy
1976  Luc Leman
1975  Marc Demeyer
1974  Freddy Maertens
1973  Noël Van Tyghem
1972  Tony Houbrechts
1971  Herman Vanspringel
1970  André Dierickx
1969  Roger Rosiers
1968  Frans Brands
1967  Walter Godefroot
1966  Jacques De Boever
1965  Arthur Decabooter
1964  Robert De Middeleir
1963  Frans De Mulder
1962 Ingen tävling
1961  Leon Vandaele
1960  Gilbert Desmet
1959 Ingen tävling
1958  Arthur Decabooter
1957  André Auquier
1956  Marcel Rijckaert
1955  Jozef Schils
1954  Jan Zagers
1953  Basiel Wambeke
1952  Wim van Est
1951  Gerard Buyl
1950  Jules Depoorter
1949  Ernest Sterckx
1948  Roger Cnockaert
1947  Albert Sercu
1946  Emmanuel Thoma
1945  Briek Schotte
1944  Marcel Kint

### Damer
2024  Lotte Kopecky
2023  Lotte Kopecky
2022  Lorena Wiebes
2021  Amy Pieters
2020 Inställt
2019  Lorena Wiebes